# Lagoptera elegans
Lagoptera elegans är en fjärilsart som beskrevs av Hoeven 1840. Lagoptera elegans ingår i släktet Lagoptera och familjen nattflyn. Inga underarter finns listade i Catalogue of Life.